# Кудашев-4
Кудашев-4 (РБВЗ-1) — самолёт, сконструированный в 1911 году профессором Киевского политехнического института князем А. С. Кудашевым и построенный в авиационных мастерских Русско-Балтийского вагонного завода.

## История
Кудашев-4 стал дальнейшим развитием моноплана Кудашев-3. Первый полёт совершен 2 апреля 1911 г. В апреле того же года, самолёт был продемонстрирован на первой в России Международной воздухоплавательной выставке в Санкт-Петербурге. 28 апреля 1911 г. самолёт получил большую серебряную медаль Императорского Русского технического общества.

## Конструкция
Конструктивно Кудашев-4 представлял собой моноплан с обшивкой крыла из прорезиненной ткани. Конструктором была предусмотрена установка двух типов сменных крыльев для полёта на скорости 60 км/ч и 80 км/ч, крылья имели разную площадь. Двигатель Гном Omega 50 л.с.

### Технические характеристики[1]
- Экипаж: 1 человек
- Длина: 8,7 м
- Размах крыла: 9,7 м
- Высота: 3,55 м
- Площадь крыла: 21 м²
- Профиль крыла:
- Масса пустого: 210 кг
- Масса снаряженного:
- Нормальная взлетная масса:
- Максимальная взлетная масса: 340 кг
- Двигатель Гном Omega
- Мощность: 50 л.с.